# Платья-де-Пальма
Пла́тья-де-Па́льма (кат. Platja de Palma, исп. Playa de Palma) — пляж протяжённостью в 6 км на южном побережье острова Мальорка, частично входящий в городскую черту столицы Балеарских островов, города Пальма-де-Мальорка.

## Описание
Протянувшийся вдоль средиземноморского берега бухты Пальма пляж проходит через следующие поселения: С'Ареналь, Кан-Пастилья, Кан-Пере-Антони, Эль-Коль-дьен-Рабасса, Лес-Меравельес и Эль-Молинар. В обиходе ныне используется каталонское обозначение этой местности, Платья-де-Пальма. Испанский вариант, Playa de Palma, имел официальный статус лишь во времена франкистов.
Характерный признак Платья-де-Пальма — неравномерное распределение на всём его протяжении 15 нумерованных пляжных баров, так называемых «бальнеарио» (исп. balneario), которые служат также для обозначения местности при перемещениях городским транспортом. Особенно известен в Платья-де-Пальма бальнеарио № 6 (на немецкий манер Ballermann 6), одно из наиболее ярких, массовых и шумных мест этого курортного побережья, место концентрации туристов из Германии. Наиболее популярными здесь являются такие центры развлечений, как «Верхняя Бавария» (Oberbayern), «Пивной король» (Bierkönig) и «Мегапарк» (Mega-Park), посещаемые почти исключительно немцами, и в которых обслуживает немецкий персонал, подаётся немецкое пиво и исполняются немецкие песни.
Платья-де-Пальма протянулась от пляжа Марина в Кан-Пастилья (бальнеарио 9—15), восточном районе Пальма-де-Мальорка, и до пляжа Марина городка С’Ареналь (бальнеарио 1—4). Вся территория от пляжа вглубь острова на 300—500 метров застроена гостиницами и отелями, которых здесь насчитывается около 250, с 50 тысячами мест для отдыхающих (одна из наиболее высоких концентраций койко-мест для туристов в мире). В зимнее время года бары-бальнеарио на пляже, как и большинство отелей, закрываются.